# クループ
クループ (英: croup, laryngotracheobronchitis) は、急性の喉頭狭窄により吸気性喘鳴や犬吠様咳嗽、嗄声、吸気性呼吸困難などを呈する疾患の総称。クルップ、コロップともいう。感染性が多いが、異物、外傷、アレルギーによるものもある。感染性クループにはジフテリアによる真性クループとそれ以外の仮性クループがある。DPTワクチンによりジフテリアはほぼ見られなくなったため、現在感染性クループの多くは上気道のウイルス感染により惹き起こされる。感染によって喉が腫れ、呼吸が妨げられて呼吸困難に陥りやすい。症状の程度は様々だが、夜間に増悪する事が多い。治療法にはよくステロイドの経口単回投与が用いられ、重度の場合はアドレナリン吸入を使用することもある。入院の必要性は低いことが多い。
クループは臨床現場でこれより重度の病因(例：喉頭蓋炎や気道内 誤嚥等)が除外されたのち、診断される。通常、血液検査やX線、培養検査等の追加の検査は不要とされる。比較的よくみられる症状で、小児の約15%が一度は感染を経験し、生後6ヵ月から5～6歳の小児に最も多い。10代や成人の感染例はまずない。かつてはジフテリアが主因であったが、ジフテリアは現在日本や西洋ではワクチン接種の成功や公衆衛生および生活水準の向上により主に歴史的意義を残すものとなっている。
日本ではDT,DPT,DPT-IPVワクチンが公費で定期予防接種として投与されている。これらのワクチンの「D」はジフテリアを意味する。

## 徴候と症状
クループは犬吠様咳嗽(けんばいようがいそう)、吸気時喘鳴(ぜんめい)、嗄声(させい)および夜間に悪化する呼吸困難を特徴とする。  犬吠様咳嗽はアザラシやアシカの鳴き声に例えられることが多い。 喘鳴は興奮したり泣いたりすることによって悪化し、もし安静時にも聞こえるようであれば気道の狭窄が危険な状態にある可能性がある。クループが悪化するにつれ、喘鳴が著明に減少することがある。
この他の症状には発熱、鼻感冒(風邪のような症状)および胸壁の陥没などがある。 よだれや非常に重篤な様子がみられる場合は別の疾患が疑われる。

## 原因
クループは通常、ウイルス感染により惹き起こされると考えられている。 広義には急性喉頭気管炎、痙性クループ、喉頭ジフテリア、細菌性気管炎、喉頭気管気管支炎、喉頭気管気管支肺炎が含まれる。このうち急性喉頭気管炎および痙性クループはウイルス感染を伴い、症候は一般に軽度である。喉頭ジフテリア、細菌性気管炎、喉頭気管支炎、喉頭気管気管支肺炎は細菌感染によるもので、重症になることが多い。

### ウイルス性
ウイルス性クループ、急性喉頭気管炎の75%がパラインフルエンザウイルス、特に1型および2型によるものである。 これ以外の起因ウイルスにはインフルエンザ A型およびB型、麻疹、アデノウイルスおよびRSウイルス (RSV)、コロナウイルス（特にヒトコロナウイルスNL63）がある。このようなウイルス群は急性喉頭気管炎のほか痙攣性クループの原因となることもあるが通常の感染の徴候 (発熱、咽喉痛、白血球数の増加等)がみられない。 治療法および治療への反応はほぼ同じである。

### 細菌性
細菌性クループは喉頭ジフテリア、細菌性気管炎、喉頭気管気管支炎および喉頭気管気管支肺炎に分けられる。  喉頭ジフテリアはジフテリア菌を原因とし、細菌性気管炎、喉頭気管気管支炎および喉頭気管気管支肺炎は通常、ウイルスに感染した後、細菌に二次感染することにより発症する。  最もよく知られる原因菌は黄色ブドウ球菌、肺炎レンサ球菌、インフルエンザ菌、モラクセラ・カタラーリスである。

## 病態
クループの原因となるウイルスに感染すると、白血球(特に組織球、リンパ球、形質細胞および好中球)の浸潤により喉頭部や気管、気管支の腫脹を生じさせる。この腫脹により気道が狭窄し、顕著な場合は呼吸仕事量が大きく増大して喘鳴として知られる特徴的な呼吸音が目立つようになる。

## 診断
| 特徴       | 各特徴に割り当てられた点数 | 各特徴に割り当てられた点数 | 各特徴に割り当てられた点数 | 各特徴に割り当てられた点数 | 各特徴に割り当てられた点数 | 各特徴に割り当てられた点数 |
| 特徴       | 0                          | 1                          | 2                          | 3                          | 4                          | 5                          |
| ---------- | -------------------------- | -------------------------- | -------------------------- | -------------------------- | -------------------------- | -------------------------- |
| 胸壁陥没   | 無                         | 軽度                       | 中等度                     | 重度                       |                            |                            |
| 喘鳴       | 無                         | 興奮時                     | 安静時                     |                            |                            |                            |
| チアノーゼ | 無                         |                            |                            |                            | 興奮時                     | 安静時                     |
| 意識レベル | 正常                       |                            |                            |                            |                            | 意識朦朧                   |
| Air入り    | 正常                       | 低下                       | 顕著な低下                 |                            |                            |                            |

クループは臨床的に診断される。  まず、クループ以外で上気道狭窄の原因として疑われる喉頭蓋炎や気道内誤嚥、声門下狭窄、血管性浮腫、咽頭後壁膿瘍、細菌性気管炎等を除外する。 
頸部正面X線撮影は常用されないが、 実施した場合、声門下狭窄により「steeple sign」(尖塔のように狭窄した主気管)と呼ばれる特徴的な気管狭窄が観察されることがある。このsteeple signはクループを示す典型であるが、症例の半数程度でしか観察されない。
その他の検査（血液検査や培養検査等)は不必要に患者を興奮させ気道狭窄を悪化させかねないため、推奨しない。正確な病因を確かめるため鼻咽頭吸引により採取しウイルス培養を行うにしても、通常は研究機関等に限られる。通常の治療を実施しても患者に改善がみられない場合は細菌感染を考慮する必要があり、この時点で追加検査の適応となる。
重症度
最も広く用いられているクループの重症度分類法がWestley scoreである。これは臨床用というよりも主に研究目的に用いられており、意識レベル、チアノーゼ、喘鳴、air入り、胸壁の陥没の5つの項目に割り当てられたポイントの合計値を算出するものである。右の表に各項目のポイントを示している。合計スコアは0から17となる。
- 合計スコア ≤ 2 の場合 軽度クループにあたる。特徴的な犬吠様咳嗽と嗄声がみられるが、安静時には喘鳴はない。[6]
- 合計スコア 3–5の場合中等度クループに分類される。吸気時喘鳴がはっきり聞こえるがこれ以外の徴候はあまりみられない。[6]
- 合計スコア 6–11は重度 クループにあたる。この場合もはっきりした喘鳴が聞こえるほか、胸壁陥没が目立つ。[6]
- 合計スコア ≥ 12 の場合呼吸不全の危険が高い。この段階にまで至ると犬吠様咳嗽と喘鳴 は目立たなくなる。[6]

救急診療に訪れた小児の85%は軽度で、重度クループはまれにしかみられない(<1%)。

## 予防
クループの大部分はインフルエンザとジフテリアの予防接種により予防されてきた。かつてクループはジフテリアに起因する疾患とされてきたが、今や先進国ではワクチン接種によりジフテリアがほとんどみられなくなった。

## 治療
一般に、クループに罹患した小児はできるだけ安静にさせることが必要である。  ステロイドをルーチンに使用し、重症例にはアドレナリンを用いる。酸素飽和度92%未満の小児には酸素投与を実施し、重度クループの場合は入院させ観察化におくこともある。酸素投与が必要な場合、 酸素マスクよりも小児を興奮させる刺激が少ない「ブローバイ」投与(酸素源を小児の顔のそばに保持する)が望ましい。治療時に気管内挿管が必要な患者は0.2%に満たない。

### ステロイド
デキサメサゾンやブデソニド等の副腎皮質ステロイドはあらゆる重症度クループの小児の転帰を改善することが示されている。  投与後6時間もすれば著明な症状の軽減が得られる。  経口、非経口、吸入による投与で効果が確認できるのであれば、経口投与が望ましい。 通常は単回投与で十分であり、また安全であると考えられている。 0.15 mg/kg、0.3 mg/kgおよび0.6 mg/kgのデキサメサゾンでも同じ効果が得られる。

### アドレナリン
中等度から重度のクループの場合、ネブライザーによるアドレナリン投与で一時的に改善する可能性がある。アドレナリンは通常10～30分でクループの重症度を軽減させるが、その効果は2時間程度しか続かない。治療後2～4時間症状が改善した状態が続き、他の合併症もみられなければ、退院可能である。

### その他の治療法
これ以外のクループの治療法も研究されてきたが、いずれも実用の根拠となるだけのエビデンスが得られていない。蒸気吸入と加湿が従来のセルフケア療法であったが、その有効性は臨床試験では証明されておらず、現在は滅多に用いられない。 デキストロメトルファンやグアイフェネシンを含有する鎮咳薬の使用もあまり推奨されていない。呼吸仕事量を減少させるためのヘリオックス (ヘリウムと酸素の混合気体)の吸入が用いられたこともあったが、これも科学的根拠に乏しい。  クループは通常ウイルス性の疾患であるため、細菌性の二次感染が疑われる場合を除き抗生物質は使用しない。細菌性二次感染がある場合は抗生物質バンコマイシンおよびセフォタキシムが推奨される。 インフルエンザ A 型およびB型に起因する重度の症例には、抗ウイルス薬 ノイラミニダーゼ阻害薬を投与することがある。

## 予後
ウイルス性クループは自己限定的疾患であるが、呼吸不全と心停止により死亡することもまれにある  症状は通常2日以内に改善するが、7日程度まで長引くこともある。 この他、まれではあるが合併症として細菌性気管炎や肺炎、肺浮腫を併発し得る。

## 疫学
クループは小児の約15%が罹患し、6ヵ月から5～6歳の間に発症することが多い。 この年齢層集団の入院の約5%がクループによるものである。 生後わずか3ヵ月の乳児や15歳になって発症する例もまれに存在する。 男児の方が女児よりも頻度が50%高く、秋に流行しやすい。

## 歴史
「クループ」という病名は初期近代英語の「馬のように鳴く」という意味の動詞「croup」に由来している。この病名ははじめスコットランドで用いられ始め、18世紀に一般的になった ジフテリアによるクループは古代ギリシャのホメロスの時代から知られていたが、1826年になってBretonneau によってジフテリアに起因するクループとウイルス性クループが区別されるようになった。 ウイルス性クループはその後フランスで「仮性クループ」と呼ばれるようになった。「クループ」は当時ジフテリア菌による疾患を指していたためである。  ジフテリア菌によるクループは今や効果の高い予防接種の出現によりほとんど知られていない。

## 参照
1. ↑  “デジタル大辞泉の解説”.   コトバンク. 2018年2月10日閲覧。
2. 1 2 3 4 5 6 7 8 9 10  Rajapaksa S, Starr M (May 2010). “Croup – assessment and management”. Aust Fam Physician 39 (5):  280–2. PMID 20485713.
3. 1 2 3 4 5 6 7 8 9 10 11 12 13 14 15 16 17 18 19  Cherry JD (2008). “Clinical practice. croup”. N. Engl. J. Med. 358 (4):  384–91. doi:10.1056/NEJMcp072022. PMID 18216359.
4. 1 2 3 4  “Diagnosis and Management of Croup” (PDF). BC Children’s Hospital Division of Pediatric Emergency Medicine Clinical Practice Guidelines. 2013年12月11日閲覧。[リンク切れ]
5. 1 2 3 4 5 6 7 8 9 10 11 12 13 14 15 16  Everard ML (February 2009). “Acute bronchiolitis and croup”. Pediatr. Clin. North Am. 56 (1):  119–33, x–xi. doi:10.1016/j.pcl.2008.10.007. PMID 19135584.
6. 1 2 3 4 5 6 7 8 9 10 11 12  Johnson D (2009). “Croup”. Clin Evid (Online) 2009. PMC 2907784. PMID 19445760.
7. ↑  Abdul-Rasool, S., et a;. (2010). “Understanding Human Coronavirus HCoV-NL63”. Open Virol J. 25 (4):  76-84. doi:10.2174/1874357901004010076.
8. 1 2 3  Klassen TP (December 1999). “croup. A current perspective”. Pediatr. Clin. North Am. 46 (6):  1167–78. doi:10.1016/S0031-3955(05)70180-2. PMID 10629679.
9. 1 2  Russell KF, Liang Y, O'Gorman K, Johnson DW, Klassen TP (2011). “Glucocorticoids for croup”. Cochrane Database Syst Rev 1 (1):  CD001955. doi:10.1002/14651858.CD001955.pub3. PMID 21249651.
10. ↑  Port C (April 2009). “Towards evidence based emergency medicine: best BETs from the Manchester Royal Infirmary. BET 4. Dose of dexamethasone in croup”. Emerg Med J 26 (4):  291–2. doi:10.1136/emj.2009.072090. PMID 19307398.
11. 1 2  Marchessault V (November 2001). “Historical review of croup”. Can J Infect Dis 12 (6):  337–9. PMC 2094841. PMID 18159359.
12. ↑  Vorwerk C、Coats T (2010). “Heliox for クループ in children”. Cochrane Database Syst Rev 2 (2):  CD006822. doi:10.1002/14651858.CD006822.pub2. PMID 20166089.
13. ↑  Online Etymological Dictionary、Accessed 2010-09-13.
14. 1 2  Feigin, Ralph D. (2004). Textbook of pediatric infectious diseases. Philadelphia: Saunders. p. 252. ISBN 0-7216-9329-6

## 関連事項
- 小児科学
- 呼吸器学